# Lohajang
Lohajang è un sottodistretto (upazila) del Bangladesh situato nel distretto di Munshiganj, divisione di Dacca. Si estende su una superficie di 130,12 km² e conta una popolazione di 153.433 abitanti (dato censimento 1991).